# Басов, Михаил Васильевич
Михаи́л Васи́льевич Ба́сов (1902, д. Ильина Гора, Новгородская губерния — 28 октября 1950, Москва) — советский партийный и государственный деятель, заместитель председателя Совета Министров РСФСР, председатель Госплана РСФСР (1948—1949).

## Биография
Член ВКП(б) с 1928 г.
Являлся заведующим отделом оборонной промышленности Ленинградского городского комитета ВКП(б), заместителем секретаря Ленинградского городского комитета ВКП(б), секретарем Ленинградского городского комитета ВКП(б).
В 1948—1949 гг. — заместитель председателя Совета Министров РСФСР, председатель Госплана РСФСР.
В октябре 1949 г. арестован по так называемому Ленинградскому делу. Осужден 28 октября 1950 г. Военной коллегией Верховного суда СССР по обвинению в контрреволюционной подрывной деятельности. Расстрелян в тот же день.
Реабилитирован в мае 1954 г. Военной коллегией Верховного суда СССР.

## Память
Упомянут на Памятнике руководителям Ленинграда и Ленинградской области на Донском кладбище в Москве.